# Rameez Junaid
Rameez Junaid (Paquistão, 25 de maio de 1981) é um tenista profissional australiano.

## ATP finais

### Duplas: 2 (1 título, 1 vice)
| Legenda                           |
| Grand Slam (0–0)                  |
| ATP World Tour Finals (0–0)       |
| ATP World Tour Masters 1000 (0–0) |
| ATP World Tour 500 Series (0–0)   |
| ATP World Tour 250 Series (1–1)   |

| Finais por Piso |
| Duro (0–0)      |
| Saibro (1–1)    |
| Grama (0–0)     |
| Carpete (0–0)   |

| Posição | N. | Data          | Torneio                                    | Piso   | Parceira        | Oponentes                   | Placar           |
| Vice    | 1. | 27 Julho 2014 | ATP de Gstaad, Gstaad, Suíça               | Saibro | Michal Mertiňák | Andre Begemann Robin Haase  | 3–6, 4–6         |
| Campeão | 1. | 11 Abril 2015 | Grand Prix Hassan II, Casablanca, Marrocos | Saibro | Adil Shamasdin  | Rohan Bopanna Florin Mergea | 3–6, 6–2, [10–7] |